# De Esch (Rotterdam)
De Esch is een nieuwbouwwijk uit de jaren tachtig in Rotterdam. De buurt hoort bij de wijk Kralingen en maakt deel uit van het stadsdeel Kralingen-Crooswijk en werd op het voormalige drinkwaterleidingterrein van de stad Rotterdam gebouwd langs de rivier de Nieuwe Maas. De Esch is als woonwijk ontwikkeld in de jaren tachtig. De Esch is ook de eindbestemming van tramlijn 1 naar Vlaardingen en 11 naar Woudhoek (Schiedam).

## Polder De Esch
De wijk kreeg zijn naam van de gelijknamige polder. Dit natuurgebied De Esch is een meander gelegen aan de Maas en is onderdeel van het rivierenlandschap. Het bestaat uit weiden en natuurgebied. Een meander is een lus in de loop van een natuurlijke waterloop, zoals een rivier.

## Geschiedenis
Voorbij de Honingerdijk, die Kralingen beschermde tegen de Maas in het verlengde van de Oostzeedijk, bouwde men in 1875 naar een ontwerp van stadsarchitect C.B. van der Tak een watertoren met een reservoir van 1 miljoen liter drinkwater, het grootste in Nederland. De aanleg van een buizenstelsel waardoor zuiver water kon worden getransporteerd, was een belangrijk middel in de strijd tegen cholera en andere besmettelijke ziekten. De Rotterdamse Drinkwaterleiding (DWL), opgericht in 1874, vertrok in 1977 naar de Schaardijk naast de Van Brienenoordbrug en is inmiddels opgegaan in waterbedrijf Evides.
Sommige van de filtergebouwen hebben een woonbestemming gekregen en zijn herkenbaar aan het halfronde middendak.
De toren (nu deels een restaurant), de pomphuisjes en andere bijgebouwen werden in 1981 verklaard tot rijksmonument. Enige bassins worden nu gebruikt door vissers.

## Afbeeldingen

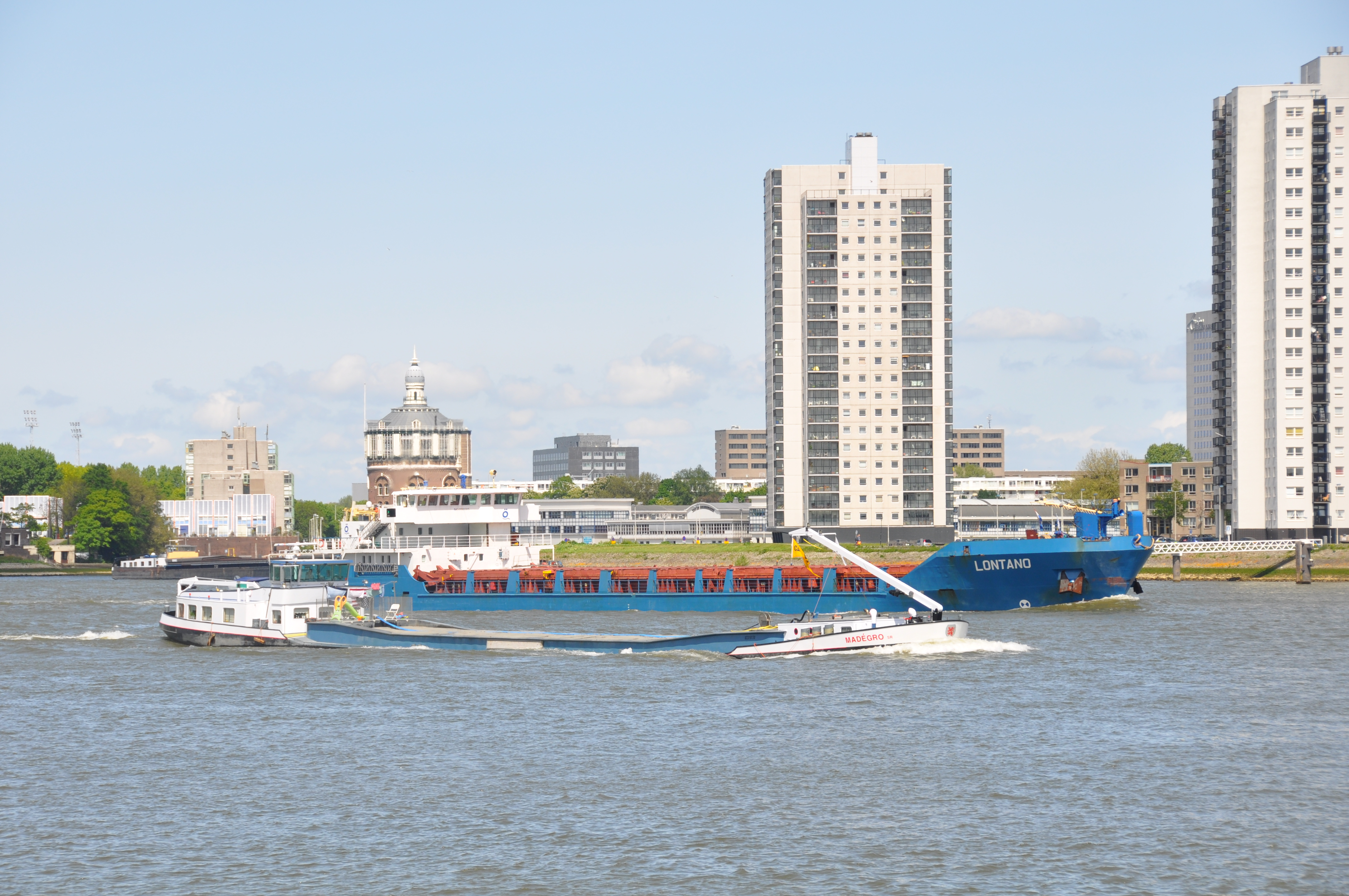
De Esch gezien vanaf Feijenoord
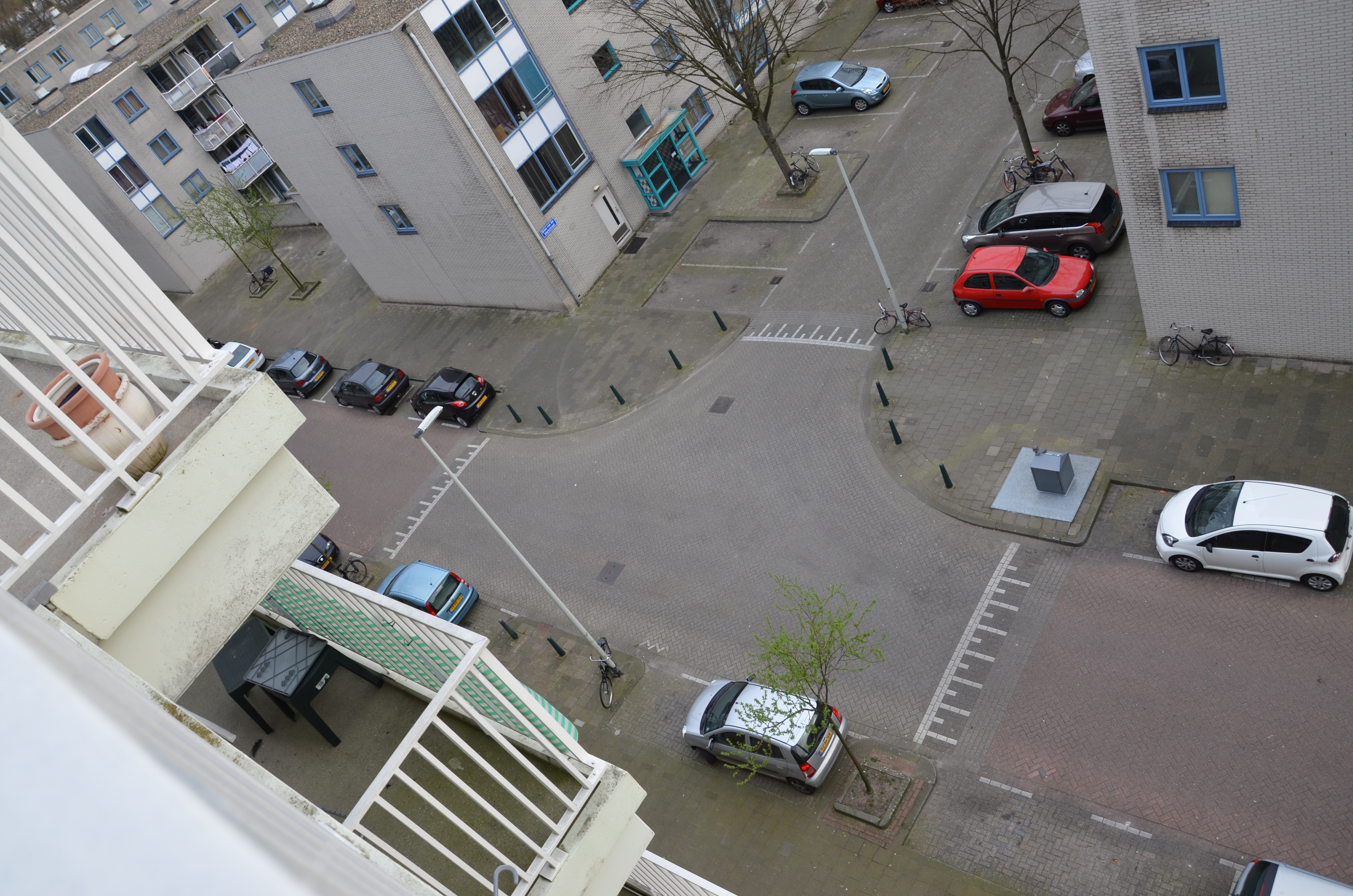
Woonstraten in De Esch
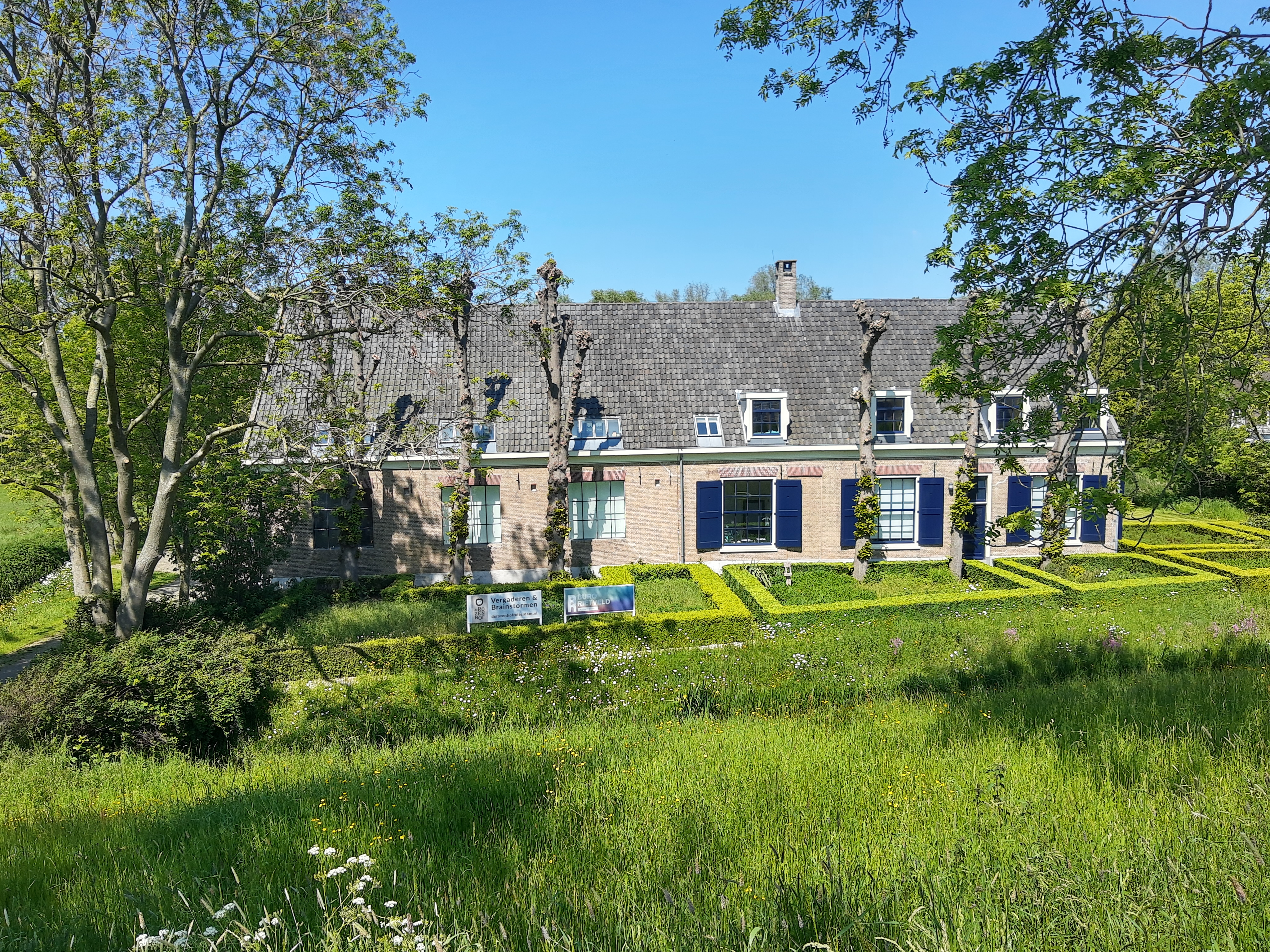
Boerderij De Rozenhof in de Eschpolder

## Toekomstplannen

### Metrolijn
Er was een plan om een nieuwe metrolijn aan te leggen vanaf Kralingse Zoom via een station in De Esch, het (nieuwe) Feyenoord-stadion en Zuidplein naar de Waalhaven. Inmiddels is dat plan achterhaald door een nieuw plan, als onderstaand.  

### Derde Maasbrug en nieuwe woonwijk
Er komt een nieuwe stadsbrug tussen de stadswijken De Esch en De Veranda. 
De brug gaat de noordelijke oever (bij de Eschpolder) en Zuid (bij woonwijk de Veranda) verbinden.
Het plan voor een derde stadsbrug in Rotterdam is eind december 2023 goedgekeurd door de gemeenteraad. De brug, die ruim 1,3 miljard euro gaat kosten, is onderdeel van een stedelijk project dat ook de bouw van dertigduizend huizen en een nieuw treinstation bij de Kuip omvat.
Crooswijk · 
De Esch · 
Kralingen · 
Rubroek · 
Struisenburg
Rotterdam Centrum ·
Rotterdam-Noord ·
Rotterdam-Oost ·
Rotterdam-West ·
Rotterdam-Zuid ·
110-Morgen ·
Afrikaanderwijk ·
Agniesebuurt ·
Bergpolder ·
Beverwaard ·
Blijdorp ·
Blijdorpse polder ·
Bloemhof ·
Boomgaardshoek ·
Bospolder-Tussendijken ·
CS-kwartier ·
Carnisserbuurt ·
Cool ·
Crooswijk ·
De Esch ·
De Veranda ·
Delfshaven ·
Delfshaven-Schiemond ·
Dijkzigt ·
Feijenoord ·
Gadering ·
Groenenhagen-Tuinenhoven ·
Groot-IJsselmonde ·
Heijplaat ·
Het Lage Land ·
Hillegersberg ·
Hillesluis ·
Homerusbuurt ·
Hordijkerveld ·
Kandelaar ·
Karl Marxbuurt ·
Katendrecht ·
Kiefhoek ·
Kleinpolder ·
Kleiwegkwartier ·
Kop van Zuid ·
Kralingen ·
Kralingse Veer ·
Kreekhuizen ·
Landzicht ·
Liskwartier ·
Lloydkwartier ·
Lombardijen ·
Meeuwenplaat ·
Middelland ·
Middengebied ·
Millinxbuurt ·
Molenlaankwartier ·
Molièrebuurt ·
Nesselande ·
Nieuw Engeland ·
Nieuw-Mathenesse ·
Nieuwe Westen ·
Nooddorp ·
Noordereiland ·
Ommoord ·
Oosterflank ·
Oud-Charlois ·
Oud-IJsselmonde ·
Oud-Mathenesse ·
Oude Noorden ·
Oude Westen ·
Oudeland ·
Overschie ·
Pendrecht ·
Prinsenland ·
Provenierswijk ·
Reyeroord ·
Rubroek ·
Sagenbuurt ·
Scheepvaartkwartier ·
Schiebroek ·
Schiemond ·
's-Gravenland ·
Smeetsland ·
Spaanse Polder ·
Spangen ·
Sportdorp ·
Stadsdriehoek ·
Struisenburg ·
Tarwewijk ·
Terbregge ·
Tussenwater ·
Varenbuurt ·
Vondelingenplaat ·
Vreewijk ·
Waalhaven ·
Westpunt ·
Wielewaal ·
Witte Dorp ·
Zalmplaat ·
Zenobuurt ·
Zestienhoven ·
Zevenkamp ·
Zomerland ·
Zuidwijk